# Schloss Blühnbach
Schloss Blühnbach är ett slott i Österrike.   Det ligger i distriktet Sankt Johann im Pongau och förbundslandet Salzburg, i den centrala delen av landet, 260 km väster om huvudstaden Wien. Schloss Blühnbach ligger 985 meter över havet.
Terrängen runt Schloss Blühnbach är huvudsakligen bergig, men åt nordväst är den kuperad. Närmaste större samhälle är Sankt Johann im Pongau, 16,1 km söder om Schloss Blühnbach. 
I omgivningarna runt Schloss Blühnbach växer i huvudsak blandskog. Runt Schloss Blühnbach är det ganska glesbefolkat, med 45 invånare per kvadratkilometer.